# Johann Weinhart
Johann Weinhart (* 23. November 1925 in Salzburg, Österreich; † 24. November 2019) war ein österreichischer Bildhauer. Er lebte und arbeitete in Biberwier-Fernpaß, Tirol.

## Leben
Weinhart besuchte in Salzburg die Schule und erlernte in den Kriegsjahren von 1940 bis Anfang 1943 das Tischlerhandwerk. Es folgten Arbeitsdienst und Kriegsgefangenschaft in Russland. Der als vermisst erklärte Weinhart kehrte Ende 1945 nach Salzburg zurück. In den Jahren 1946 bis 1948 besuchte er die Bundesfachschule für Holz- und Steinbearbeitung in Hallein. Als ausgezeichneter Schüler ergab sich für Weinhart die Möglichkeit, ein Jahr bei dem mittlerweile 71-jährigen Akademieprofessor Fritz Behn in Ehrwald in Ausbildung zu gehen. Weinhart arbeitete fünf Jahre als Steinmetz in Salzburg, bevor er 1958 in Biberwier ansässig wurde. Seinen Lebensunterhalt bestritt Weinhart jahrelang als Gewehrschäfter. Von 1972 an war Weinhart als freischaffender Bildhauer tätig.
Weinhart setzt sich in seinem Werk mit Themen eines von christlich-humanistischer Weltsicht geprägten Menschseins auseinander.

## Leistungen
Weinhart entwickelte experimentell, 1976 beginnend, eine eigene Gussmöglichkeit für  Bronzeplastiken mit einer Vereinfachung in den Arbeitsschritten und einer Erweiterung in den Gussmöglichkeiten. Auch seine Großplastiken fertigt er in eigener Werkstatt. Es entstand ein umfangreiches Gesamtwerk. Viele seiner Arbeiten befinden sich im öffentlichen Raum.

## Auszeichnungen und Ehrungen
- 1985 Auszeichnung im schweizerischen Thurgau mit dem Grand Prix d’Art.
- 2003 Die Republik Österreich verleiht Weinhart für sein künstlerisches Schaffen den Berufstitel Professor.

## Ausstellungen (Auswahl)
- 1949 Ehrwald mit Fritz Behn
- 1979 Berufsvereinigung Salzburg (Gewinn der Publikumsbefragung)
- 1988 Mahnbilder – Mahnmale – Mahnzeichen (1938–1988), Salzburg
- 1989 Tbilissi, Georgien
- 1990 Saporischschja, Ukraine
- 1996 Museumsgalerie Tarrenz
- 1999 Kunstmesse Salzburg
- 2000 Ärztekammer Innsbruck
- 2001 Institut für Kunstgeschichte der Universität Innsbruck[5][6]
- 2006 Grainau, Deutschland
- 2007 Botanischer Garten der Universität Innsbruck[7]

## Werke (Auswahl)

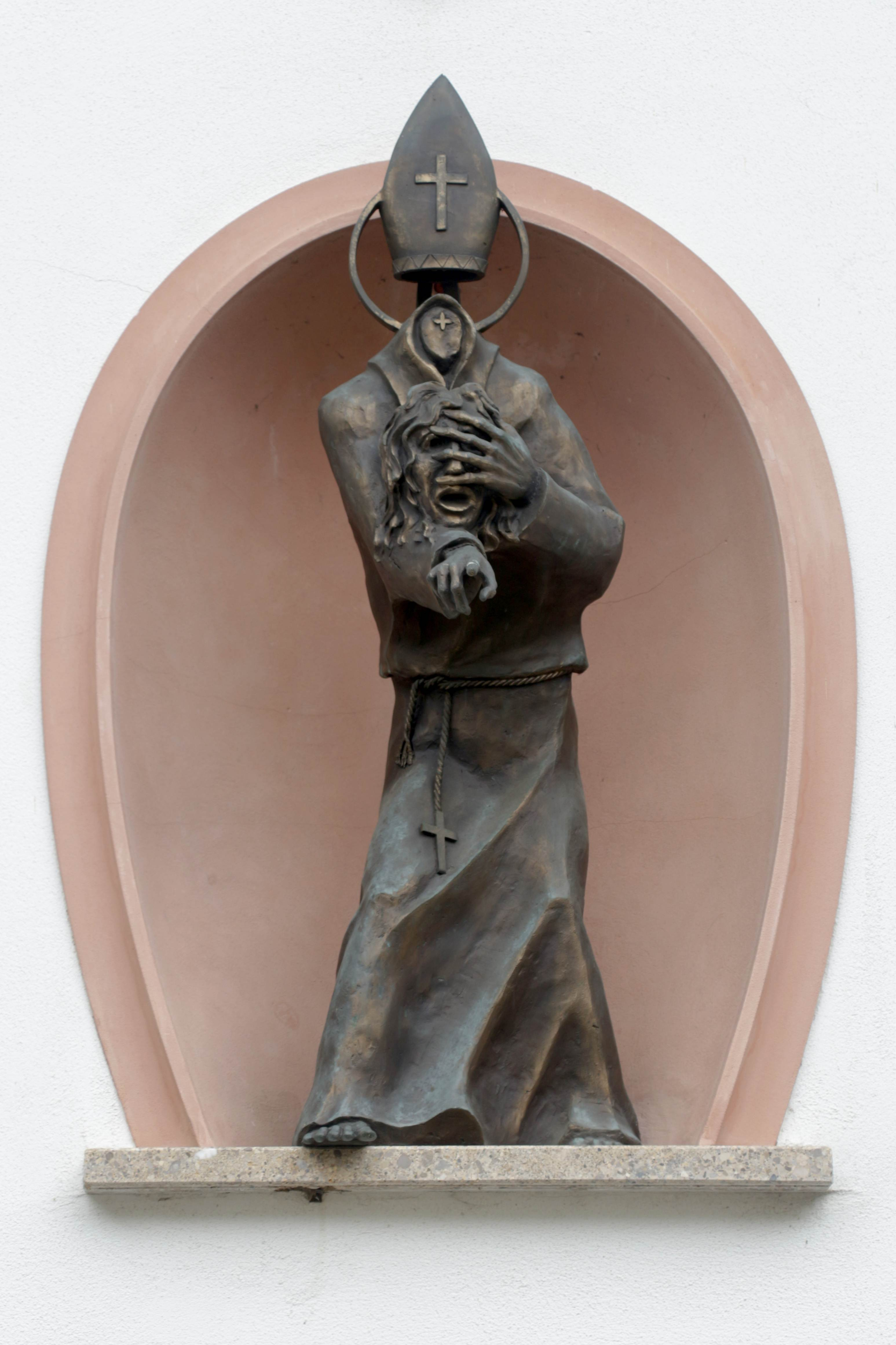
Statue des hl. Dionysius am Pfarrheim in Bad Vigaun

- Wegkreuz in Schmitte, Biberwier, um 1962[8]
- Hauskreuz am Haus Sonnblick, Biberwier, nach 1970[9]
- Krieg – Macht – Perfektion sind tödlich! Bronze. 215 × 135 cm. 1985. Bichlbach/Tirol.
- Kriegerdenkmal/Mahnmal. Bronze, Friedhof Bichlbach, 1989[10]
- Brunnenfigur hl. Jakobus. Bronze, Jakobusbrunnen Berwang, 1989[11]
- Ewige Gewalt. Bronze/Alu. 240 cm. Tiroler Landesfriedhof Mariahilf, 2009[12]
- Zugspitzgeist. Bronze. 300 cm. Biberwier/Tirol.
- Helix oder Versuchung. Bronze. 180 cm.
- Studie zur modernen Apokalypse. Bronze. 230 cm. Biberwier/Tirol.
- Sei gnädig. Wir sind in deiner Hand, sei gnädig und lass uns nicht fallen. Bronze. Biberwier/Tirol.
- Die Flamme. Liebe ist der Motor der Welt. Bronze.